# Uropyxis heterospora
Uropyxis heterospora ist eine Ständerpilzart aus der Ordnung der Rostpilze (Pucciniales). Der Pilz ist ein Endoparasit des Hülsenfrüchtlers Apoplanesia paniculata. Symptome des Befalls durch die Art sind Rostflecken und Pusteln auf den Blattoberflächen der Wirtspflanzen. Sie ist ein Endemit Mexikos.

## Merkmale

### Makroskopische Merkmale
Uropyxis heterospora ist mit bloßem Auge nur anhand der auf der Oberfläche des Wirtes hervortretenden Sporenlager zu erkennen. Sie wachsen in Nestern, die als gelbliche bis braune Flecken und Pusteln auf den Blattoberflächen erscheinen.

### Mikroskopische Merkmale
Das Myzel von Uropyxis heterospora wächst wie bei allen Puccinia-Arten interzellulär und bildet Saugfäden, die in das Speichergewebe des Wirtes wachsen. Die Spermogonien und Aecien der Art sind unbekannt. Gleiches gilt für ihre Uredien, möglicherweise werden sie nicht ausgebildet. Die beidseitig auf den Oberflächen der Wirtsblätter wachsenden Telien der Art sind schokoladen- bis zimtbraun und unbedeckt, sie besitzen farblose Paraphysen. Die kastanienbraunen Teliosporen sind zweizellig und doppelwandig, in der Regel breitellipsoid, leicht stachelwarzig und meist 24–40 × 17–28 µm groß. Ihre Stiele sind farblos.

## Verbreitung
Das bekannte Verbreitungsgebiet von Uropyxis heterospora umfasst lediglich Mexiko.

## Ökologie
Die Wirtspflanze von Uropyxis heterospora ist Apoplanesia paniculata. Der Pilz ernährt sich von den im Speichergewebe der Pflanzen vorhandenen Nährstoffen, seine Sporenlager brechen später durch die Blattoberfläche und setzen Sporen frei. Die Art durchläuft einen wahrscheinlich mikrozyklischen Entwicklungszyklus, von dem bisher nur die Telien sowie deren Wirt bekannt sind. Ob sie einen Wirtswechsel vollzieht, lässt sich daher nicht sagen.